# Duco Bauwens
Duco Bauwens (21 december 1972) is een Nederlandse televisiepresentator, dagvoorzitter en vitaliteitscoach. Sinds september 2007 presenteert hij voor Omroep Max het programma Nederland in Beweging! samen met Olga Commandeur en vanaf 4 september 2023 samen met Barbara de Loor.) Daarnaast verschijnt hij regelmatig als expert in andere programma's.
In zijn jeugd beoefende Bauwens actief verschillende zelfverdedigingssporten en behaalde hierin op latere leeftijd zijn instructeursgraad. Vanaf 2000 maakte hij de overstap naar aerobics en fitness. Hij heeft zich in meerdere disciplines bekwaamd.
Bauwens is verder onder andere als personal coach betrokken bij RTL Consult, een medisch programma op RTL 4. Hij is ook regelmatig bij andere tv-programma's te zien als expert of coach. In de zomer van 2023 deed hij als kandidaat mee aan het televisieprogramma De slimste mens.
Bauwens was eigenaar van een fitness-studio waar hij persoonlijke trainingen en groepslessen gaf. Hij werkt ook als personal coach op het gebied van sport en gezondheid en geeft voedingsadviezen. Hij schreef twee boeken over fitness, in 2009 Niet moeten maar willen en een jaar later De FitFormule: fit & slank in 90 dagen.